# Britta Thomsen
Britta Thomsen (ur. 23 stycznia 1954 w Aalborgu) – duńska polityk i filolog, posłanka do Parlamentu Europejskiego VI i VII kadencji.

## Życiorys
Studiowała filologię portugalską na Uniwersytecie Lizbońskim, następnie do 1983 języki portugalski i hiszpański na Uniwersytecie Aarhus. Pracowała jako nauczycielka, a od 1989 jako konsultantka, m.in. w HK/Danmark (związku skupiającym pracowników handlu i administracji). Od 2001 do 2004 prowadziła własną firmę doradczą.
W 2000 weszła w skład komitetu wykonawczego i programowego partii Socialdemokraterne. W wyborach w 2004 z listy socjaldemokratów uzyskała mandat posłanki do Parlamentu Europejskiego. W 2009 skutecznie ubiegała się o reelekcję. W VII kadencji przystąpiła do Komisji Praw Kobiet i Równouprawnienia oraz Komisji Przemysłu, Badań Naukowych i Energii, a także do grupy Postępowego Sojuszu Socjalistów i Demokratów.